# Římskokatolická farnost Hřensko
Římskokatolická farnost Hřensko (lat. Herrnskretschna) je církevní správní jednotka sdružující římské katolíky na území obce Hřensko a v jejím okolí. Organizačně spadá do děčínského vikariátu, který je jedním z 10 vikariátů litoměřické diecéze. Centrem farnosti je kostel svatého Jana Nepomuckého v Hřensku.

## Historie farnosti
Matriky byly vedeny od roku 1785, avšak farnost byla kanonicky zřízena od roku 1786, do té doby patřilo Hřensko pod farnost Arnoltice.

### Duchovní správcové vedoucí farnost
Začátek působnosti jmenovaného v duchovní správě farnosti od:
- 1786 cap. loc. Ign. Hegenbarth
- 1787 cap. loc. Mich. Heller
- 1790 cap. loc. Jos. Schuppi, † 10. 1. 1805
- 1805 cap. loc. Lazarus Sigmund OFM Cap., n. 27. 1. 1751 Teplitz, o. 26. 2. 1776, † 25. 4. 1836
- 1807 cap. loc. Jos. Pohl, n. 16. 10. 1776 Kreibitz, o. 8. 9. 1803, † 14. 1. 1857
- 1810 cap. loc. Wenc. Richter, n. 10. 4. 1778 Neostadiens., o. 30. 8. 1806
- 1814 cap. loc. Jos. Heyne, n. 15. 7. 1769 Rumburg, o. 27. 11. 1793, † 14. 5. 1829
- 1817 cap. loc. vacat
- 1818 cap. loc. Joann. Casper, n. 15. 6. 1780 Schlattinens. o. 2. 1. 1807, † 20. 6. 1826
- 1827 cap. loc. Ign. Mrazek, n. 13. 7. 1789 Maschav. o. 14. 8. 1814, † 20. 8. 1857
- 1837 cap. loc. Joach. Preiss, n. 1. 11. 1791 Bensen, o. 24. 8. 1820
- 1858 proto-par. (prvo-farář) Joach. Preiss, n. 1. 11. 1791 Bensen, o. 24. 8. 1820, † 7. 10. 1869
- 1870 par. vacat, admin. int. Car. Sacher
- 1871 Julius Schmidt, n. 13. 12. 1829 Rumburg, o. 31. 7. 1862, † 6. 4. 1883
- 1883 Franc. Zuklín, n. 2. 11. 1854 Horažďovic. o. 19. 7. 1879, † 2. 2. 1917
- 1886 Gustav. Kügler, n. 23. 6. 1846 Waltersdorf, o. 20. 7. 1869, † 23. 7. 1927
- 1887 par. vacat, admin. int. exc. Franc. Zuklín
- 1889 Jos. Tschörch, n. 1. 7. 1845 Maffersdorf. o. 23. 7. 1870, † 1. 6. 1921
- 1892 par. vacat, admin. int. exc. Jos. Tschörch
- 1893 Joann. Vítek, n. 11. 2. 1863 Ktova, o. 22. 5. 1887, † 10. 8. 1935
- 1899 Joann. Tomo, n. 19. 1. 1864 Boršov, o. 25. 3. 1888, † 7. 10. 1923
- 1903 par. vacat, admin. interc. Theoph. Svoboda
- 1904 Petr. Prinz, n. 10. 6. 1865 Köln (D), o. 25. 8. 1895
- 1904 par. vacat, admin int. exc. Petr. Prinz
- 1906 Joann. Schröer, n. 26. 6. 1875 Gelsenkirchen (G), o. 19. 12. 1897, † 18. 5. 1937
- 1915 Paul. Gabrysch, n. 10. 1. 1871 Königshütte (Sil.), o. 30. 5. 1896, † 2. 8. 1941
- 1. 5. 1941 par. vacat, admin. excurr. Jos. Kiwus
- 1. 9. 1941 par. vacat, admin. excurr. Car. Vollmer
- 18. 5. 1942 par. vacat, admin. Henric. Möllenbruck
- 1. 9. 1942 par. vacat, admin. exc. Robert Franze, později vězněn v koncentračním táboře Dachau
- 27. 11. 1946 Vojtěch Bartoš S.J., admin. exc. z Děčína
- 1. 12. 1951 Karel Kvítek, admin. exc. z Děčína
- 20. 6. 1952 Ant. Danišovič O.F.M., admin. exc. z Děčína
- 15. 2. 1978 Benno Rössler, admin. exc. z Děčína
- 1. 2. 1990 Pavel Jančík, admin. exc. z Děčína
- 1. 10. 1994 Pavel Procházka, admin. exc. z Děčína
- 15. 11. 2003 Martin Davídek, admin. exc. z Děčína
- 1. 10. 2005 Antoni Kośmidek, admin. exc. z Děčína
- 16. 8. 2006 Antonín Sedlák, admin. exc. z Děčína
- 1. 7. 2009 Tomáš Kuba, admin. exc. z Děčína[3]

Kromě kněží stojících v čele farnosti, působili ve farnosti v průběhu její historie i jiní kněží. Většinou pracovali jako farní vikáři, kaplani, katecheté, výpomocní duchovní aj.

## Území farnosti
Do farnosti náleží území těchto obcí:
- Hřensko (Herrnskretschen[p 2])
- Pravčická brána (Prebischthor[p 2])

## Římskokatolické sakrální stavby na území farnosti
| Fotografie | Stavba                      | Místo   | Bohoslužby                      | Zeměpisné souřadnice             | Status       | Číslo kulturní památky           |        |
| Kostel | Kostel                      | Kostel  | Kostel                          | Kostel                           | Kostel       | Kostel                           | Kostel |
| --- | --------------------------- | ------- | ------------------------------- | -------------------------------- | ------------ | -------------------------------- | ------ |
| | Kostel sv. Jana Nepomuckého | Hřensko | bližší informace o bohoslužbách | 50°52′26″ s. š., 14°14′29″ v. d. | farní kostel | 14404/5-4518 (Pk•MIS•Sez•Obr•WD) |        |
| Některé drobné sakrální stavby a pamětihodnosti lze dohledat zde v databázi Drobné sakrální památky Zaniklé sakrální stavby lze dohledat zde v databázi Poškozené a zničené kostely, kaple a synagogy v České republice |                             |         |                                 |                                  |              |                                  |        |

Ve farnosti se mohou nacházet i další drobné sakrální stavby, místa římskokatolického kultu a pamětihodnosti, které neobsahuje tato tabulka.

## Příslušnost k farnímu obvodu
Z důvodu efektivity duchovní správy byl vytvořen farní obvod (kolatura) farnosti – děkanství Děčín I, jehož součástí je i farnost Hřensko, která je tak spravována excurrendo. Přehled těchto kolatur je v tabulce farních obvodů děčínského vikariátu.